# Premio Carlo Magno per la gioventù
Il Premio europeo Carlo Magno per la gioventù, a volte abbreviato in Premio Carlo Magno per la gioventù è un premio che viene assegnato annualmente dal 2008 dal Parlamento europeo e dalla Fondazione del Premio internazionale Carlo Magno di Aquisgrana a progetti giovanili volti a valorizzare l'identità comune europea e la pratica della cittadinanza europea, favorendo il processo di integrazione europea.

## Storia
Istituito nel 2008, il premio ha lo scopo di valorizzare gli sforzi e l'impegno dei giovani europei a favore della promozione dell'identità europea. Insieme al Premio Carlo Magno, esistente dal 1949, il premio giovanile commemora Carlo Magno, sovrano dell'Impero franco e fondatore di quello che divenne il Sacro Romano Impero.